# Мовна безладність
Мовна беззв'язність (також відома як мовна інкогерентність або інкогеренція, мовна сплутаність, словесна «окрошка», словесний «салат») — розлад мови, коли порушені граматичні зв'язки і сама мова складається з безладного набору слів. Виникає при явищах безладного мислення з нездатністю створення асоціацій, окремих понять, образів та сприйняттів. За класифікацією належить до ефекторних розладів мови, а саме розладів мови, зумовленим психопатологічними порушеннями.
Етимологія терміна «словесна окрошка» походить від традиційної російської страви, куди дрібно кришаться найрізноманітніші інгредієнти. Близьке до цього визначення — «словесний салат».

## Приклад
На відміну від шизофазії граматичний устрій порушений повністю. Відповіді не відповідають питанням, а у реченні неможливо зрозуміти навіть віддалений зв'язок. Найчастіше зустрічається при екзогенних процесах, а саме — аменції, іноді при ендогенних (при шизофренії). Вершина мовної сплутаності виникає, коли хворий вимовляє лише набір слів: «травма, рух, мотор…» чи навіть безглуздих неологізмів (характерніше для шизофренії): «77 — господиня всім… Хюмала, рюмала, пюмала… Пришив… Остиг… Трах… Вибух … Пан, пан, пан… Часи, події, люди… наді мною Кащей Безфамільний… Локхід елевейтор приобрітейтид… А мама така молоденька, Володенька я… тибол і ніф… пух і прах…».